# Platypalpus luteipes
Platypalpus luteipes är en tvåvingeart som beskrevs av Zuskova 1966. Platypalpus luteipes ingår i släktet Platypalpus och familjen puckeldansflugor. Inga underarter finns listade i Catalogue of Life.